# 马锡五

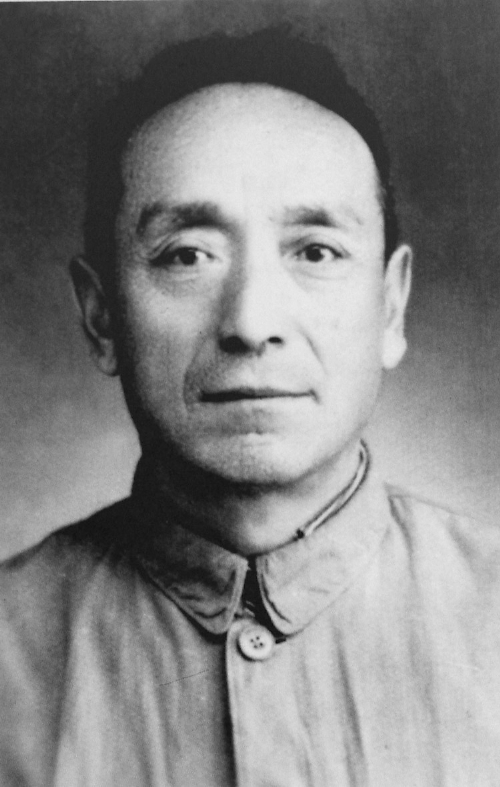

马锡五（1899年1月8日—1962年4月10日），别名马文章，男，陕西保安人，中国共产党革命家、法官，马锡五审判方式的开创者，被中共称为“马青天”。

## 生平

### 参加陕北革命
马锡五是陕西省保安县（今志丹县）芦草沟村人。1899年1月8日（农历戊戍年十一月二十七日），生于一贫苦农民家庭。马锡五家祖籍为陕西省延川县马家圪塔，其祖父自延川县迁到了延安，后其祖父病逝，其父因年幼而被张某收作养子，并改名为张得元。张得元长大后，和妻子从延安逃荒至保安县城，替别人做活，置下了一院房以及十多亩山地。马锡五于该时期生于保安县城。后来因土匪出没，马家不得不迁往农村，租种别人的田地。
1909年，马锡五上学。1916年，他从保安县模范小学毕业，此后因家贫而未能继续升学，在家放羊并做一些零活。后来他奉父母之命出外谋生，此后他曾负责记帐，当宪兵，做生意，22岁时还参加了哥老会。
第一次国共内战初期，刘志丹领导渭华起义失败以后，潜回家乡保安县，从事建立中共党组织及武装的活动。经合法斗争，刘志丹控制了保安县民团，并建立了中共党支部。马锡五得知后，决定找到刘志丹搞革命。1930年春，刘志丹再次返回保安县组织武装，马锡五遂赶赴金汤镇见到了刘志丹、谢子长，并参加了他们领导的武装。他起初在部队负责军需，在陕甘边转战，后奉中共党组织指示，到旧军队中进行兵运工作。南梁革命根据地创建以后，马锡五任军事委员会管理科科长，负责管理医院、修械厂、白区商贩。1935年春，南梁县遭到围攻，中国工农红军撤离南梁，但后来在陕北接连占领了六座县城。马锡五赴安塞洛河川任陕甘省苏维埃粮食部部长。1935年冬，他赴富县套筒原担任陕甘省苏维埃国民经济部部长。1935年12月，马锡五加入中国共产党。

### 从事地方工作
中共中央及红一方面军长征到达陕北以后，1936年5月，中共中央决定成立陕甘宁省，李富春任中共陕甘宁省委书记，马锡五任陕甘宁省苏维埃主席。中国工农红军西征以后，发现甘肃哥老会很有势力，马锡五主动报告中共陕甘宁省委称自己22岁时参加过哥老会，中共陕甘宁省委决定派马锡五赴环县、曲子地区针对哥老会展开工作。此后他争取哥老会群众的活动颇有成效，为此后巩固陇东革命根据地作出了贡献。
1936年西安事变以后，中国共产党同中国国民党结成抗日民族统一战线，两党达成协议，取消陕甘宁省苏维埃政府，成立陕甘宁边区政府。马锡五任陕甘宁边区庆环分区副专员。1939年秋，陕甘宁边区驱逐了庆阳县城的国民政府方面官员。庆环分区机关遂自曲子县城迁至庆阳县城，并改称陇东分区，马文瑞任中共陇东地委书记，马锡五任陇东分区专员。任内，他于1941年组织将定边、盐池县所产食盐运出，打破了中国国民党对陕甘宁边区的“经济封锁”，获陕甘宁边区政府表彰，表彰书中提到，马锡五领导的运盐工作
不仅做到了调剂民间需要，平衡收支与稳定金融的作用，而且直接地促进了边区经济的发展，使生产建设事业得以支持，这种功绩是不可忽视的。
任内，马锡五还抓好了陇东分区的公粮缴纳，并经常深入到庆阳县城周边和群众谈话。中共宣传称：“他经常一个人携带一件生产工具，和群众边劳动边谈话，和不少农民成了朋友。”

### “马青天”
1943年3月，陕甘宁边区政府决定在各专区公署所在地成立陕甘宁边区高等法院分庭，各专区专员兼任各分庭庭长。此后，马锡五作为陇东分区专员，根据陕甘宁边区政府所颁《陕甘宁边区高等法院分庭组织条例》的规定兼任分庭庭长。在兼任分庭庭长期间，他亲自深入群众调查并审理了封芝琴婚姻上诉案，创造了马锡五审判方式。后来陕甘宁边区的文艺工作者们根据封芝琴一案创编了鼓词《刘巧儿团圆》、剧本《刘巧儿告状》。后来这个案件还被改编成了著名评剧《刘巧儿》。此外，他还审理了曲子县苏发云三兄弟“谋财害命案”，释放了被错误关押的苏发云三兄弟，惩罚了杀人凶手。后来，他还处理了两起土地纠纷案等案件。中共宣传称：“他的司法实践受到群众欢迎，他被陇东民众誉为‘马青天’”。马锡五审判方式1943年初步形成，1944年在陕甘宁边区和各共产党统治区获得推广。这一审判方式成为共产党统治区司法的标志，改变了中国司法工作的面貌，后来更深刻影响了中华人民共和国的司法理论和实践。
1946年，他在陕甘宁边区第三届参议会上当选陕甘宁边区政府委员、陕甘宁边区高等法院院长。此后他来到延安任职。

### 法院工作
担任陕甘宁边区高等法院院长期间，马锡五注重教育和改造在押罪犯，反对对罪犯采取简单粗暴的教育方法，认为应当将罪犯当人看待，积极帮助他们变成新人。经过马锡五的努力，陕甘宁边区高等法院大力改进了管教工作，常组织罪犯学习，马锡五也常到监狱检查卫生。马锡五还提出，可以组织罪犯从事生产，既起到通过劳动改造罪犯的效果，又能为社会创造财富。陕甘宁边区高等法院遂组织犯人开荒种菜、纺线，并兴办了粉坊、豆腐坊、养猪场。马锡五亲自率法院工作人员，在空闲时间也一起参加生产。通过生产，陕甘宁边区高等法院以及监狱实现了蔬菜和副食品自给自足，在押犯人释放后大多都能遵守法纪，再次入狱的情况很少。
1949年2月，陕甘宁边区高等法院改为陕甘宁边区人民法院。同年5月中国人民解放军占领西安后，该法院迁入西安。1949年12月，马锡五出任中央人民政府最高人民法院西北分院院长。1952年8月，他兼任西北军政委员会政治法律委员会副主任。1954年8月，他当选第一届全国人民代表大会代表。后来，他任中华人民共和国最高人民法院副院长，最高人民法院审判委员会委员，中国共产党最高人民法院党组成员。1959年，他当选中国人民政治协商会议第三届全国委员会委员。在一次全国司法工作会议上，毛泽东在接见与会代表时紧握马锡五的手说，“马锡五你来喽！你来了事情就好办啦。”
中共宣传称：“在最高人民法院任职期间，他继续密切联系群众，在调查研究中注重群众观点，注意方便群众，还经常深入基层。”如1959年春，一老一少来到湖北省孝感县花园人民法庭，拿出了最高人民法院的介绍信：“兹介绍我院工作人员马文章、张敏二同志来了解情况。”此后，其中那位老头每天和法庭人员共同饮食起居，并赴派出所了解情况，还到附近农村和农民一起劳动和聊天，半个月后，孝感县人民法院才接到上级电话得知这个老头就是最高人民法院副院长马锡五。中共宣传称，一位了解到该情况的人曾经说：
人们每回忆起这些情景，敬仰之情不禁油然而生，他那种平易近人，联系群众，体察民情的优良作风，对于某些领导干部下来时那种蜻蜓点水，主观武断，前呼后拥，吃喝受礼的“钦差大臣”作风，难道不是一面镜子吗？
1962年4月10日，马锡五病逝于北京，享年64岁。中华人民共和国国务院总理周恩来亲自参加了在北京嘉兴寺举行的马锡五同志公祭大会。
马锡五去世次日，中华人民共和国副主席、前最高人民法院院长董必武为其作挽诗：
锡五同志千古
昨日惊闻噩耗传，法曹顿失一英贤。
民刑案理三千卷，风雨同舟十二年。
未即病床谈片语，只瞻遗体痛长眠。
边区惠爱人思念，道马青天不置焉。
一九六二年四月十一日
马锡五去世当日，时任最高人民法院院长谢觉哉在日记中写道：
锡五同志今晨三时逝世，悼以诗。
锡五同志：
你是从群众泥土里长出的一棵树

群众泥土是你智慧的流泉

你做司法工作

不为陈规束缚

不被形式纠缠

能深入、能显出

既细致、又自然

人民叫你马青天

青天——没有尘埃和云翳的天

见理明、方法对、党性坚

“马锡五审判方式”贯彻到许多案例

《刘巧儿》只是小小的流传

病，夺去了你的生命

你的品质、智慧、作风

永远留在同志的心田

锡五同志永别了！

记起了在瓦窑堡初次认识你，到而今已有了二十七年。